# Riksantikvarieämbetet

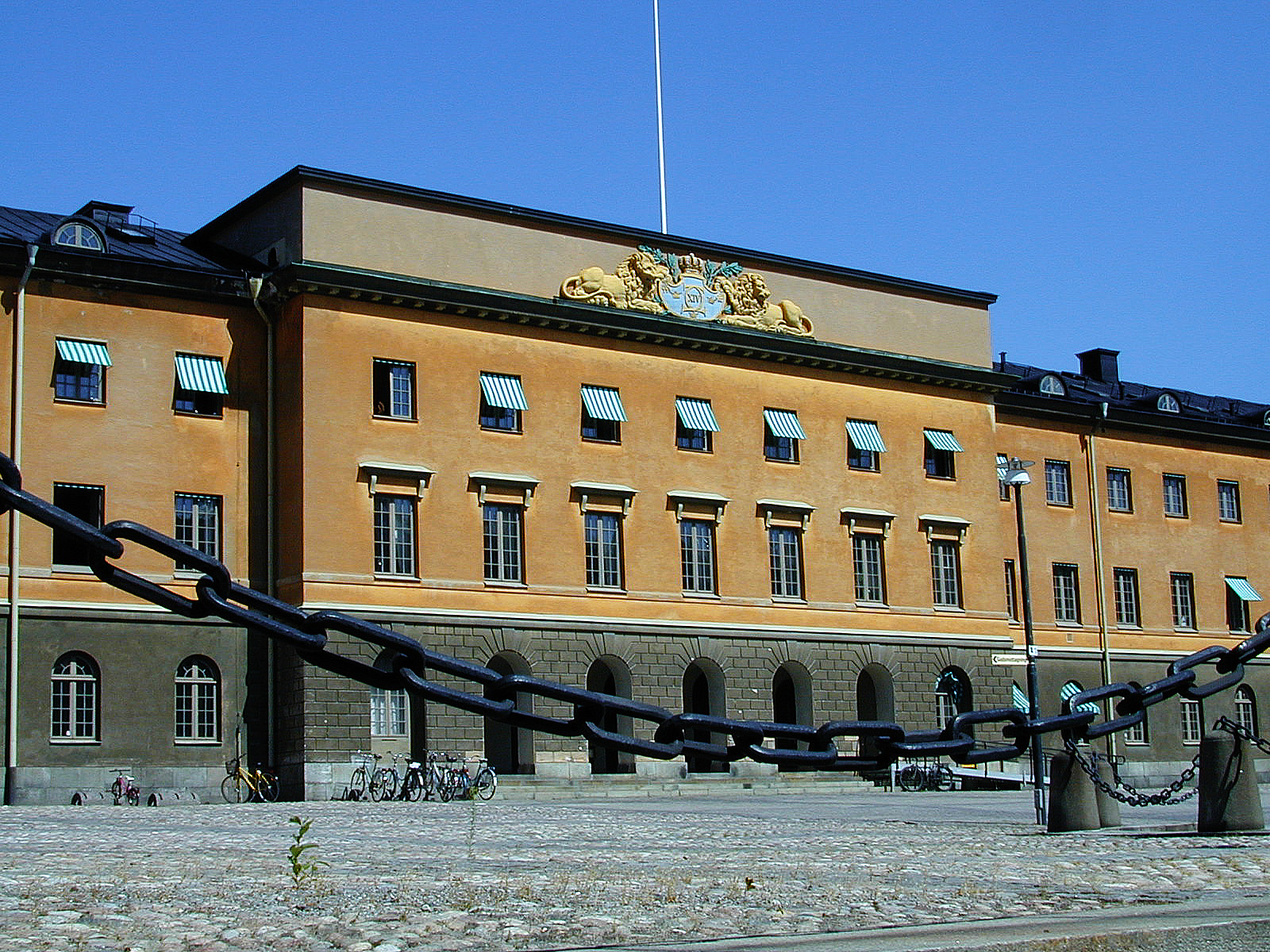
Riksantikvarieämbetets kontor i Stockholm.

Riksantikvarieämbetet (RAÄ) är den nationella myndighet i Sverige som leder och stöder arbetet med att bevara, använda och utveckla kulturarvet och lyder under Kulturdepartementet.

## Verksamhet
Ansvaret omfattar i första hand frågor om kulturlandskap, kulturmiljöer, kulturminnen, kulturföremål och museer. 
Det är den centrala förvaltningsmyndigheten för frågor som rör kulturmiljö och kulturarv och därmed en av de centrala myndigheterna i svensk kulturpolitik. Myndighetens chef (motsvarande generaldirektör) kallas riksantikvarie, ett ämbete som instiftades år 1630. Riksantikvarieämbetet är sedan 1938 ett ämbetsverk och sedan 1998 självständig statlig myndighet. Riksantikvarieämbetets kontor och avdelningar finns huvudsakligen i Stockholm och i Visby. Myndigheten har även verksamhet i Tumba, Svensk Museitjänst (SMT) och vid besöksmålet Glimmingehus i Hammenhög. I Visby finns det så kallade Kulturarvslaboratoriet, som är ett material- och analyslaboratorium anpassat för kulturmiljövårdens och museernas behov.
Myndigheten får ofta olika regeringsuppdrag inom kulturvården. Det kan handla om att ta fram underlag för olika strategier inom kulturvården eller för att utreda effekterna av vissa lagar eller regler. 
Riksantikvarieämbetet stödjer också forsknings- och utvecklingsverksamhet (FoU) genom anslaget 1:4, "Forskningsinsatser inom kulturområdet". FoU-anslaget är strategiskt med syfte att stödja ny kunskap och för att bidra till att forskning om kulturmiljö och kulturarv. FoU-programmen har olika teman olika år, ansökan görs en gång per år och forskningsprojekten kan vara högst 3 år långa.

## Verksamhet på Internet

### K-samsök
Riksantikvarieämbetet samordnar svenska museers digitala samlingar sedan 2008 genom K-samsök. Riksantikvarieämbetet samordnar därigenom leverans av information till den europeiska kulturarvsportalen Europeana.

### Platser
Riksantikvarieämbetet drev fram till 2019 Internet-nätverket Platser. Där kunde enskilda och organisationer författa texter som bygger på personers berättelser och minnen (om hembygden). Texterna kompletterades med bilder och korta filmer, och de kopplades till en plats på en Sverigekarta. Allt material på Platser var upplagt under olika varianter av fri licens, vilket innebär att det kunde spridas vidare och (i många fall) omarbetas. Fram till 2019 hade 4549 berättelser om platser och samlingar skapats av 2121 enskilda, hembygdsföreningar, arkiv, museer och bibliotek. 8858 bilder hade laddats upp.
Platser skapades efter ett uppdrag från regeringen 2009. Uppdraget byggde på tankar om demokratisk historieskrivning och delaktighet via webben.
Under september 2019 stängdes Platser och innehållet flyttades över till Nordiska museets digitala tjänst Minnen.

### Övrigt
Vid sidan av Platser utnyttjar Riksantikvarieämbetet även Internet på flera andra sätt. Man har aktivitet på Facebook, Instagram, YouTube och Twitter. Sedan 2009 lägger myndigheten ut bilder med utslocknad upphovsrätt ur sina arkivsamlingar på Flickr Commons. Riksantikvarieämbetet inledde 2012 ett projektsamarbete med Wikipedia. Det fanns erfarna wikipedianer på plats både hos Riksantikvarieämbetet i Visby och i Stockholm, och samarbetet syftade dels till att förbättra uppslagsverket, dels att koppla samman Wikipedia med innehåll i Riksantikvarieämbetets interna databaser.
Riksantikvarieämbetet har en internetbaserad söktjänst med namnet Fornsök med databasinformation om 700 000 fornlämningsplatser över hela Sverige. Dessutom förvaltar Riksantikvarieämbetet Bebyggelseregistret som rymmer cirka 100 000 skyddade byggnader och annan kulturhistoriskt intressant bebyggelse, bland annat kyrkor och byggnadsminnen.
Under 2015–2017 utvecklades och förvaltades tjänsten Aktuell Arkeologi, där arkeologiska aktörer kunde beskriva kommande och pågående arkeologiska undersökningar. Syftet med sajten var att underlätta för allmänheten att hitta arkeologiska undersökningar och andra evenemang som har med arkeologi att göra.

## Historik

### 1600- och 1700-talet
Riksantikvarieämbetet grundades 1630. 20 maj detta år utsågs Johannes Bureus, en framstående runforskare och en tid Gustav II Adolfs privatlärare, till den första riksantikvarien. Bureus hade väckt kungens intresse för fornminnen, då benämnda som ”antiquiteter”. I samarbete med en präst och en ung student begav sig Bureus ut på resa runt Sverige för att rita av runstenar, samla mynt och gamla krönikor, lagböcker, brev och handskrifter.
År 1666 inrättade Johan Hadorph, den sjunde riksantikvarien i ordningen, Placat och Påbudh, Om Gamble Monumenter och Antiquiteter, Sveriges första ansats till en fornminneslag. Den var också vid sidan av Vatikanstaten den första förordningen i ämnet i Europa. I Sverige kunde man nu börja skydda fornlämningar från ovarsamma skattletare och folk som vill använda gravhögar som tegelugnar.
Intresset för fornminnen och fornminnesvård avtog dock efter Sveriges stormaktstid (runt 1718). År 1780 överlämnades merparten av de statliga museisamlingarna till Kungliga biblioteket och Riksarkivet. Det återstående ställdes år 1786 under Vitterhetsakademien – inrättad av Gustaf III – där riksantikvarien kom att fungera som akademiens sekreterare.

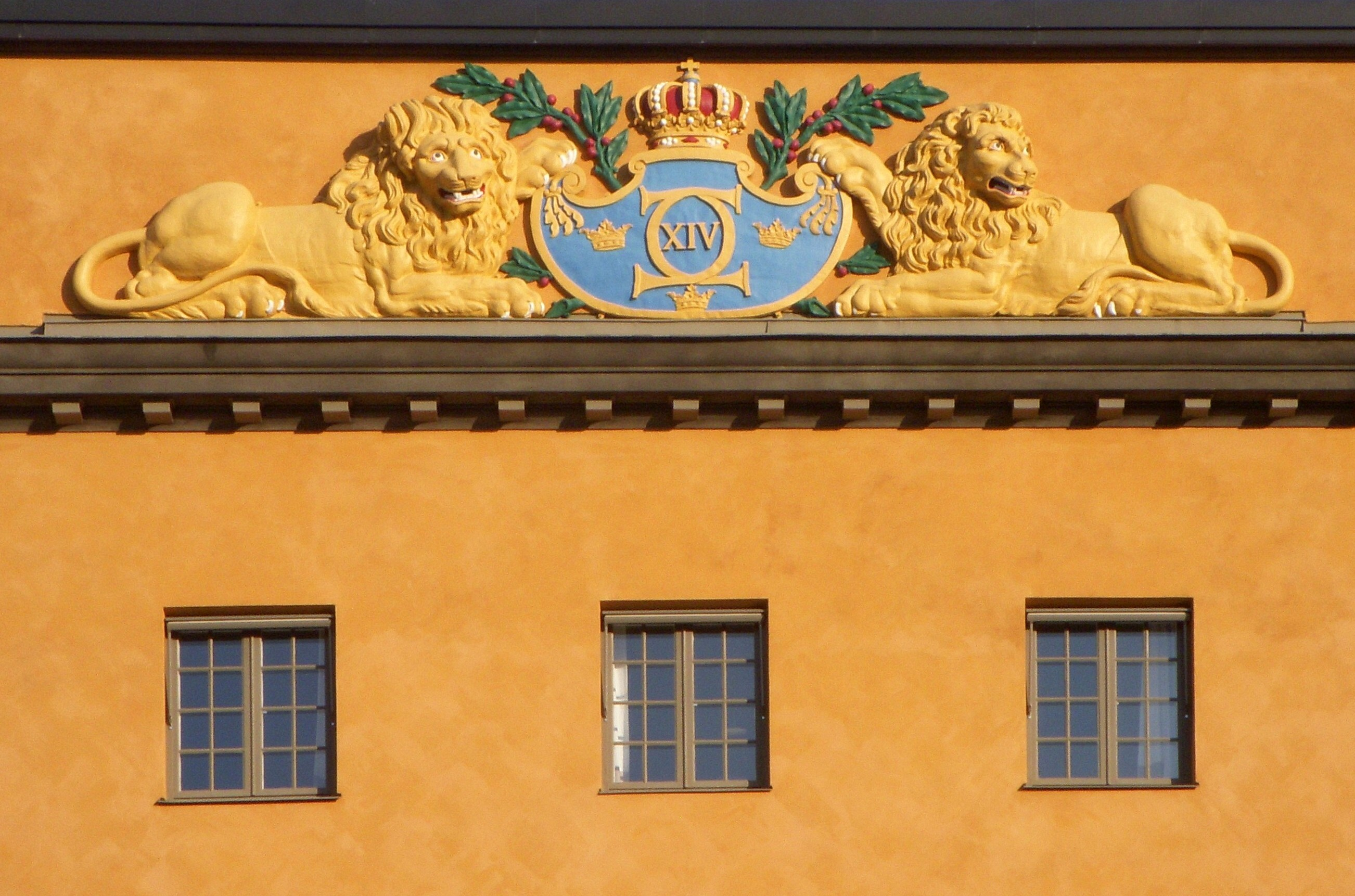
På Riksantikvarieämbetets byggnad i Stockholm syns Karl XIV Johans krönta monogram.

### 1800- och tidiga 1900-talet
Under 1800-talet ägnades ett allt större intresse för naturvetenskap samt för det klassiska kulturarvet, och studiet av ”antikviteter” betraktades som något föråldrat. En viss nydaning i intresset skedde dock i samband med att Johan Gustaf Liljegren 1826 utnämndes till riksantikvarie. Bland annat inleddes ett organiserat inventeringsarbete, och arkeologiska utgrävningar genomfördes bland annat i Birka och Visby. 1867 inrättas också en ny fornminnesförordning, vilken slog fast att alla ingrepp på fasta fornlämningar var straffbara.
Under 1900-talet utökades antalet svenska aktörer runt ämnet kulturminnesvård, samtidigt som fornfynden fortfarande samlades i Stockholm. Med Sigurd Curman (riksantikvarie från 1923) skapades ett centralt chefsämbete, och runt Sverige anställdes särskilda landsantikvarier av de olika provinsmuseerna. Dessa samordnade även sitt arbete ihop med Riksantikvarieämbetet, vilket sedan 1938 fungerade som eget ämbetsverk.

### Andra halvan av 1900-talet
Museisamlingarna är idag delvis placerade inom ramen för Statens historiska museer, vars historia är tätt sammanlänkade med Riksantikvarieämbetet.
I Riksantikvarieämbetet ingår även Antikvarisk-topografiska arkivet och Vitterhetsakademiens bibliotek. Dessa verksamheter finns inrymda i Östra stallet i Stockholm. Vitterhetsakademien och Riksantikvarieämbetet skildes dock åt rent organisatoriskt redan 1975. Samtidigt bildades det självständiga ämbetsverket Riksantikvarieämbetet och Statens historiska museer. Dessa delades 1998 upp i de separata myndigheterna Riksantikvarieämbetet och Statens historiska museer.

### 2000-talet
Den 2 juni 2005 beslutade regeringen att omlokalisera stora delar av Riksantikvarieämbetets verksamhet från Stockholm till Gotland. Flytten motiverades som en kompensation av Försvarets samtidiga neddragningar på ön. Riksantikvarieämbetet flyttade in i de nya lokalerna på A7-området i Visby i oktober 2008. I huset fanns också Riksutställningar som flyttade in redan 2007 fram tills myndighetens avveckling 2017.

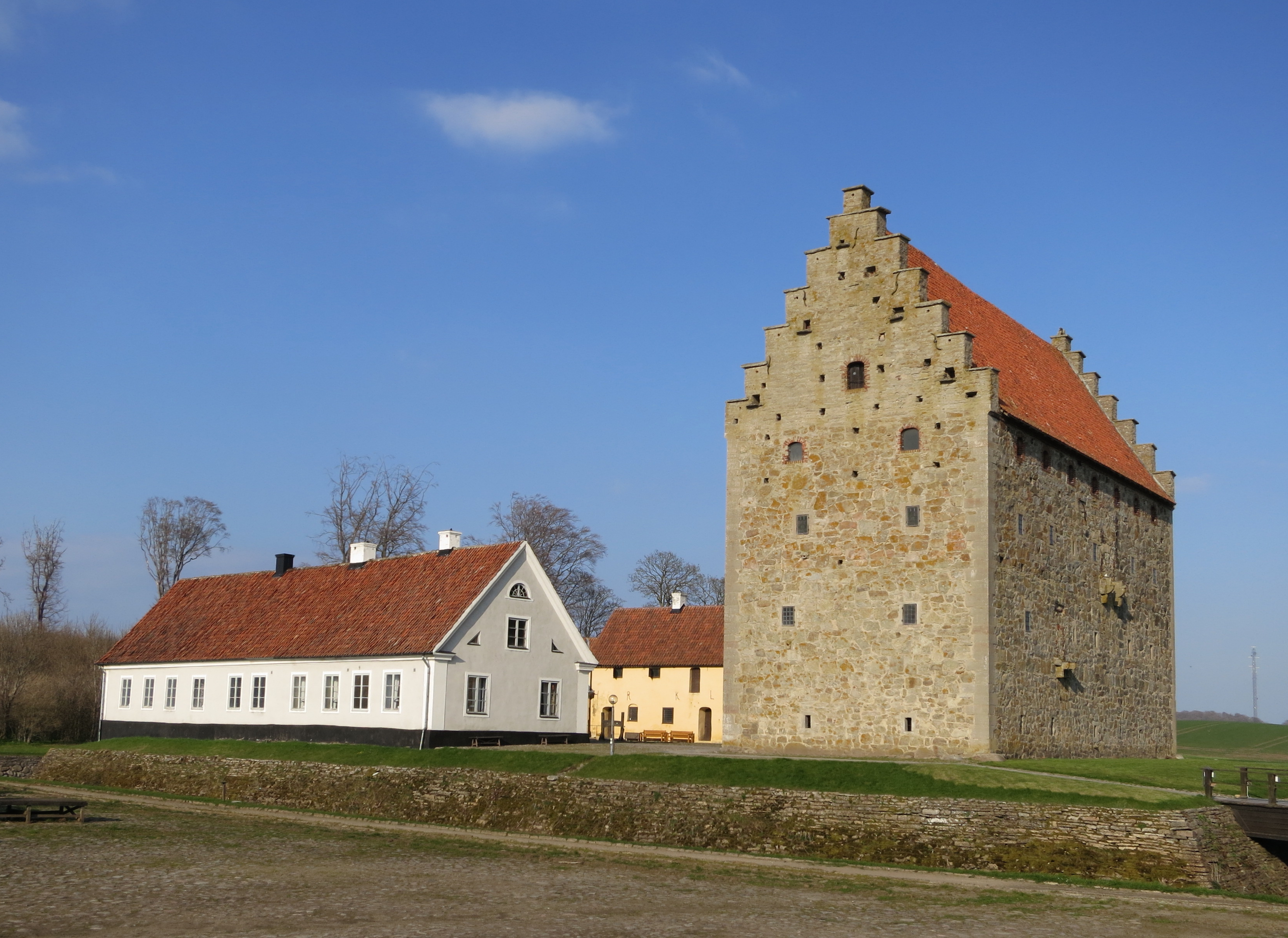
RAÄ har verksamhet vid Glimmingehus.

Flytten till Gotland ifrågasattes av flera inom myndigheten, som ansåg att regeringen inte förstod hur Riksantikvarieämbetet arbetade. Stora delar av verksamheten finns även fortsättningsvis kvar i Stockholm – inklusive (sedan 2012) huvudkontoret – i Livgardet till hästs gamla kanslikasern vid Historiska museet på Östermalm. Under gården mellan huvudbyggnaden och Östra stallet ligger insprängda magasin för bland annat Riksantikvarieämbetets arkiv- och bibliotekssamlingar.
2015 har Riksantikvarieämbetet verksamhet i Stockholm, Visby och Tumba (Svensk Museitjänst). Dessutom drivs verksamhet vid besöksmålen i Gamla Uppsala museum och Glimmingehus.
I regeringens budgetproposition i september 2016 aviserades att delar av de uppgifter som idag finns på samordningssekretariatet Digisam samt Riksutställningar ska överföras till Riksantikvarieämbetet, från och med 1/1 2017 respektive 1/7 2017.

### Tidigare verksamhet
Riksantikvarieämbetet hade tidigare även en arkeologisk uppdragsverksamhet (UV). Denna var landets största uppdragsarkeologiska organisation med flera regionkontor i bland annat Stockholm, Linköping, Göteborg och Lund. Den 1 januari 2015 flyttades den arkeologiska uppdragsverksamheten över till Statens historiska museer (SHMM). Riksantikvarieämbetets tidigare dubbla roller – dels som myndighet, dels som uppdragsgivare – hade börjat ifrågasättas redan under 1980-talet.
Riksantikvarieämbetets Gotlandsundersökningar, ”RAGU”, var ett regionkontor inom UV under 1970- och 1980-talen. Numera sköts uppdragsarkeologin på Gotland i stället av bland annat Länsmuseet på Gotland.
Gamla Uppsala museum i Uppsala överfördes från och med början på 2022 från Riksantikvarieämbetet till Upplandsmuseet.

## Riksantikvarier
Den högsta chefsposten på Riksantikvarieämbetet har titeln riksantikvarie. Det motsvarar positionen som generaldirektör i de flesta andra statliga verk och myndigheter. 
Ämbetet inrättades den 20 maj 1630 av Gustav II Adolf åt Johannes Bureus.

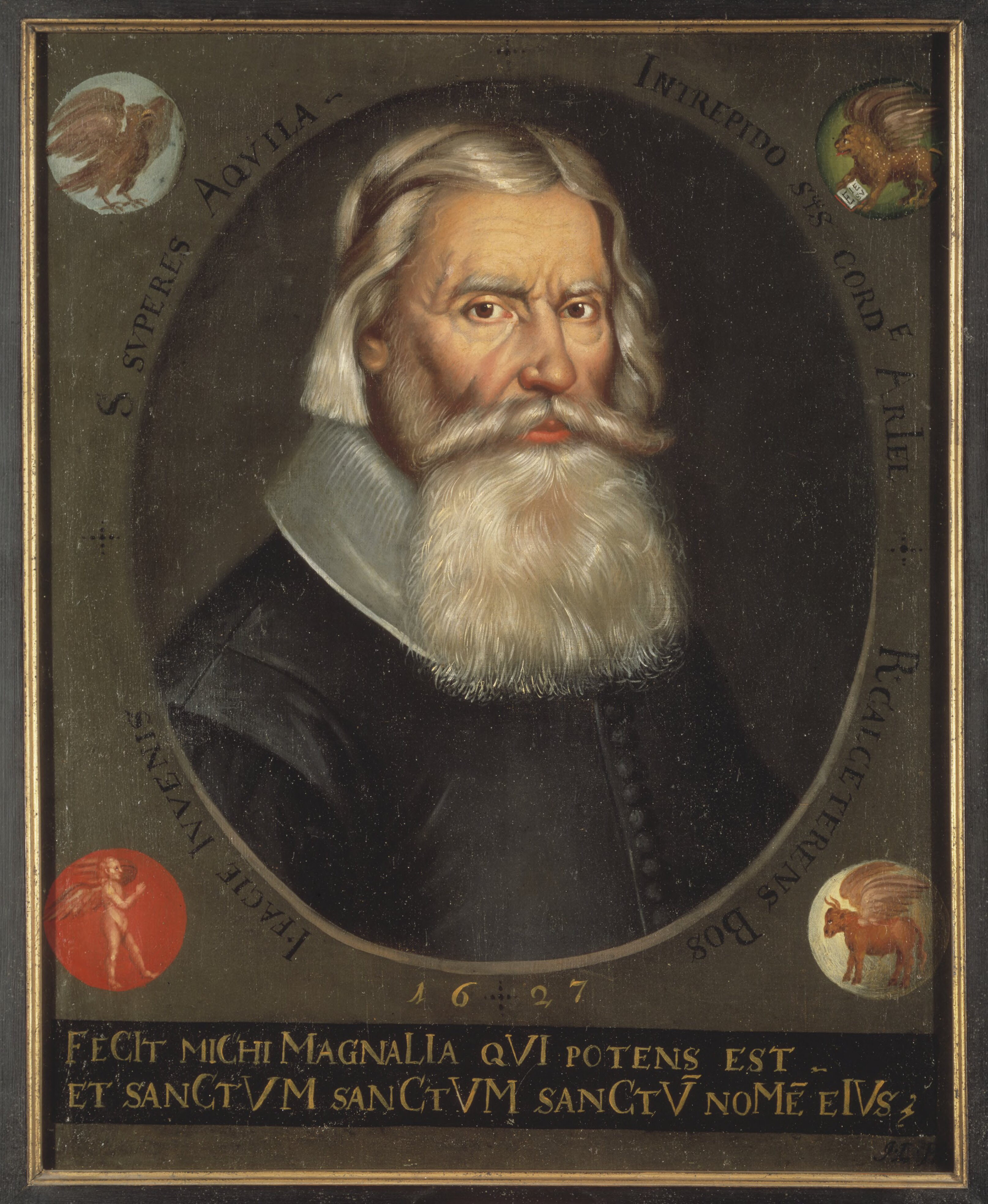
Johannes Bureus var den förste riksantikvarien (1630–48).

Sedan 1630 har 32 personer innehaft titeln riksantikvarie:

- Johannes Bureus 1630–1648
- Georg Stiernhielm 1648–1651
- Johan Axehielm 1652–1657
- Laurentius Bureus 1657–1665
- Olof Verelius 1666–1675
- Jacob Reenhielm 1675–1678
- Johan Hadorph 1679–1693
- Johan Peringskiöld 1693–1719
- Johan Fredrik Peringskiöld 1720–1725
- Johan Helin 1725–1750
- Carl Reinhold Berch 1750–1777
- Gudmund Jöran Adlerbeth 1778–1793
- Johan David Flintenberg 1793–1795
- Georg Frans Tihleman 1795–1802
- Jonas Hallenberg 1803–1819
- Carl Birger Rutström 1820–1826
- Johan Gustaf Liljegren 1826–1837
- Bror Emil Hildebrand 1837–1879
- Hans Hildebrand 1879–1907
- Oscar Montelius 1907–1913
- Bernhard Salin 1913–1923
- Otto Janse 1918–23 (tillförordnad)
- Sigurd Curman 1923–1946
- Martin Olsson 1946–1952
- Bengt Thordeman 1952–1960
- Gösta Selling 1960–1966
- Sven B.F. Jansson 1966–1972
- Roland Pålsson 1972–1987
- Margareta Biörnstad 1987–1993
- Erik Wegræus 1993–2003
- Inger Liliequist 2003–2012
- Lars Amréus 2012–2021[24]
- Joakim Malmström 2021–2024[32]
- Susanne Thedéen 2024–